# 猫mix幻奇譚とらじ
『猫mix幻奇譚とらじ』（ねこミックスげんきたん とらじ）は、田村由美による日本の漫画作品。
第1話が2005年（平成17年）に、小学館の『月刊フラワーズ』の2月号付録で発表され、2007年（平成19年）に『凛花』が創刊されたのに伴い、第4話「犬と夜霧と灯台ねずみ」より同誌にて本格的に連載化される。初編発表から4年の歳月を経て、単行本第1巻が刊行された。既刊13巻。

## あらすじ
ねずみが人間の天敵になって2000年以上。ねずみは大軍を組織し、人々を襲う存在となっていた。
とある王国で、最前線で天敵のねずみと戦い続ける勇者パイ・ヤンがいた。戦が一区切りつき、王より休暇を得て久しぶりに故郷へ帰ったパイ・ヤンだったが、故郷のポルカ村はねずみの襲撃を受け、妻・ジョゼは行方不明に、息子・リオもねずみにさらわれていた。残っていたのはリオが飼っていたとらじという子猫一匹。しかもとらじは「魔法のねずみ」によって猫mixにされていた。「魔法のねずみ」の匂いを覚えているというとらじと共に、パイ・ヤンは息子探しの旅に出る。

## 用語
mix（ミックス）
魔法のねずみの力で半人型にされた動物たちの呼称。元の動物の名にmixをつけ、猫mix、犬mix 等と呼ばれる。顔や体は動物のままだが、二足歩行になり、衣服を着用し、人語を話す。また、mixにされると寿命が人間並みになる。動物や人間の病気もかからないと言われている。
元となった動物の特徴も残っており、全体的に身体能力が高く、例えば鳥mixの場合は空は飛べないが他の鳥たちと交信することができるなど特殊な能力を持つ事もある。何かを集めるのが習性。100個集めるといいことがあるらしい。
ねずみ
人間の天敵とも呼べる存在。その見た目や形態は様々だが、mix同様に二足歩行をし、人語を解するものが多い。
完全な階層社会であり、下位のねずみは上位のねずみに逆らえない。はじめのねずみを頂点とし、次に偉いのが右のねずみと左のねずみ、3番目が魔法のねずみ、その後に伝説のねずみたち、その他のねずみたちと続く。
ハムスター
はじめのねずみの考えに反発し、ねずみたちと袂を分かって反戦活動を続けるレジスタンス。戦を嫌い、人間たちと良好な関係を築いてきた。ほぼ毎朝、「ハム新聞」と呼ばれるハムスターサイズの新聞を発行している。ハム新聞は人間にも購読する事ができ、読むためには虫眼鏡が必須。
ハム新聞の取材を行う記者のほか、ハム特別機動隊と呼ばれる物探しなどを行うハムスターが確認されている。

## 登場人物

### 主要人物
とらじ
トラ猫のmix。パイ・ヤンの息子リオの飼い猫だったが、「魔法のねずみ」によって、mixにされる。元は子猫であったため精神年齢は幼い。お風呂が大好き。
素直な性格なので誰とでも友達になれる。ハッチに日記をもらい、大切にしている。ハッチに言われてからは、毎日欠かさず日記をつけている。
子猫時代の記憶はあまりない。「魔法のねずみ」の匂いを覚えているため、パイ・ヤンの旅の同行者になる。
メスの魔法のねずみに鍵を集めるようにと言われて実行している。
すぐ大声で怒鳴ったり怒ったりするパイ・ヤンを嫌っていたが、共に旅を続ける中で信頼関係が築かれ、少しずつ距離が縮まっていった。パイ・ヤンを大好きになり、とても大切に思うようになっている。パイ・ヤンとの旅が大好き。周りの人々やmixたちと協力しあって何度もパイ・ヤンの危機を救っている。パイ・ヤンがお父さんだったらいいなと日記に記している。
パイ・ヤン
「7勇者」と呼ばれる人間の1人。秘宝「ねずみ斬り」を王から賜った。
王のお気に入りである為に長らく故郷へ帰る事が叶わず、妻と息子にも会えない日々が続いていたが、戦況が一段落し、1年の休暇を得てポルカ村へ帰還する。しかし、その時既に村はねずみに襲撃された後だった。残された息子リオの日記から、雇っていた手紙屋が金を横領し偽の返事を書いていたため仕送りや手紙が届いていなかったこと、そのためにリオたちはパイ・ヤンに見捨てられたと思い込んでいたことを知り、あまりの衝撃から慟哭する。襲撃の一部始終を目撃していたとらじからリオが「魔法のねずみ」にさらわれたことを聞き、とらじと共に息子探しの旅に出る。
とても真面目でお堅い性格であり、とらじの猫mixならではの特異な行動によく驚いている。
すぐに大きな声で怒鳴ったり怒ったりする。
何か起こるとすぐに周りが見えなくなる。
周りから辛気臭いと言われており、本人も自覚している。
また、戦いに明け暮れて育った生粋の戦士のため知らないことが多く、世間の常識に疎い。それを周りから指摘され、気を悪くしながらも、あまりの無知さ加減に自分でも絶望している。　
わりと涙もろい。
リオ
パイ・ヤンの息子。魔法のねずみにさらわれてしまい、パイ・ヤンが旅に出る理由になる。詳細は#パイ・ヤンの家族を参照。
ジョゼ
パイ・ヤンの妻。息子のリオ同様、消息不明となってしまう。詳細は#パイ・ヤンの家族を参照。
プロフェッサー・プランコ・プーチェン
プーチェン侯爵家の放蕩息子。「そこに愛あり」が口癖で何かにつけて詩を詠む。
プロフェッサーの名が示す通りねずみの研究に取り組んでおり、主に「教授」「プーチェン」と呼ばれている。なりゆきでパイ・ヤンの旅に同行することになったが、彼の知識が次の目的地への足掛かりとなる事も多く、欠かせない存在となっている。
研究者らしい性格で、興味深い事象や不可解な事象に遭遇した際には情熱的なまでに好奇心や探究心をあらわにする。
自作のねずみカードが自慢。
世間知らずなパイ・ヤンに熱弁をふるうこともしばしば。また、かなりの美食家であり、美味な食べ物に対しても凄まじい執着を見せるほか、ハム新聞に「プ様のグルメ旅日記」というコラムページを持っている。
パイ・ヤンの常識の無さに毎回驚いたり呆れたりしているが、なんだかんだで正しい知識を教えてくれる。周りからはパイ・ヤンの友人と見られることが多く、本人も特別否定していない。ペロとは幼少のころから築いた強い信頼関係で結ばれており、彼の活躍を自分の事のように喜んだりもする。
ミロという名前の婚約者がいるが、触れて欲しくない話題らしくすぐに話を打ち切ってしまうため、どういった人物なのかは不明。
動物に好かれ、懐かれている。
友達がいないと言うわりに顔が広く、その誰もがプーチェンに協力的。
ペロ
黒犬のmix。元々はプーチェンの飼犬だったが、子犬の頃にmixに変えられる。
プーチェンとは幼少からの付き合いであり、彼を主人として尊敬し、尽くすことを喜びとしている。主人に危機が迫れば体を張ってその身を護るなど、犬らしく忠義にあつい性格。プーチェンからは友人とみなされ大切に扱われているが、あくまでも主人とそのmixという立場を崩さない頑固者でもある。
低音ヴォイス。
プーチェン公爵から教えを受けたことにより、宝石に詳しく、石の目利きはなかなかのもの。
同じ犬mixのハッチと仲が良い。
銀次
白黒模様の猫mix。
とらじの友達。人間による迫害から逃れ、ジャングルにあるmixだけが暮らす村に流れついた。そのため人間が嫌いで不信感を抱いていた。
とらじと仲良くなり、またパイ・ヤンの勧めもあって旅についてくることに。
非常に頭が良い上に機転も利き行動力があるのでパイ・ヤンたちからよく誉められている。
何か問題やトラブルが起こった時に銀次のとっさの判断力が大きな助けとなることもある。パッ・サンから「銀次は学校に通わせたら良いのでは」とパイ・ヤンに進言があるほど。
とらじのことをいつも思いやり心配している。
とらじたちと行動を共にし、良い人々とふれあう中で全ての人間が怖いわけではなく、人によるということが分かってきている。
とらじとパイ・ヤンを守ることが自分の使命だと言うなど幼いながら男気のある性格。
ハムカツ
フードのついた服を着て、肩からかばんを提げたハムスター。ハムスターの寿命は2～3年のため実は代替わりしており、作中に出てくるハムカツは7代目。
プーチェンの書くコラム「プ様のグルメ旅日記」が読者に好評なため、特別にプーチェンの元に派遣されており、彼と行動を共にしている。編集長賞を狙っているらしく、常に特ダネを探している。パイ・ヤンたちの旅に同行するようになってからもプーチェンにコラムを書くよう催促するが、中々原稿を貰えていない。
ハムレット
ハートの模様が書かれた腹掛けをしたハムスター。ハムカツの先輩に当たる。
「嘆きの島」に潜入取材に行き消息不明となっていたが、とらじが島に連れてこられて来たのを機に地上に戻ってくる。本来ならとっくに寿命を迎えているはずだが、島内は時間の経過が無い特殊な空間だったために生きていた。既にハムスターたちの「殉職者リスト」に載っており、職場に戻っても自分のデスクが無いことなどから、パイ・ヤンたちと行動を共にし、スクープを追うことに決める。遭遇する事件のほとんどが公に出来ない秘密になってしまうためにハムカツと共に嘆いていることが多いが、掲載を自粛するなどプロ根性が強い。
サティ
パンドラゴラ博物館国の動植物昆虫館でねずみたちにいじめられていたところをパイ・ヤンたちに助けられた男の子。
詳細は#サティを参照。
魔法のねずみ
ねずみの中でも特別な地位にいるねずみで、パイ・ヤンの息子リオをさらう。後にオスとメスの個体がいること、リオをさらったのはオスの方である事が判明。
詳細は#魔法のねずみ（オス）を参照。

### 王族
パ・ラルラ王
国王。
たまに戦地にやってくる。パイ・ヤンを気に入り長く休暇を与えていなかったが、王妃の口添えにより1年間の休みを許す。mixがあまり好きではない。風呂好き。たまに身代わりくんという自分そっくりに作られた人形を城に置き、適度にサボっている。時々、街にある告白の塔に出向いて市井の声を拾っている。タレ目だが精悍な顔つき。豪快な人物。パパ・ジョンは腹違いの兄。
パミ・マーゴ
王妃。王からは他の男に触る事を許されていなかった。ハーケンの一件の後、パイ・ヤンに長期休暇を許すよう王に口添えをした。賢く粋な計らいをすることが多い。王を立てながらも言うべきところはビシッと述べ、時折暴走しがちになる王にブレーキをかける役目を果たしている。
パド・ワイン
第一皇子。聡明で容姿端麗。

### 7勇者
王に仕える人間の勇者。敵対しているねずみからは7勇者と書いて「7ワル」と呼ばれている。
パイ・ヤン
#主要人物を参照。
パパ・ジョン
7勇者の双頭で王都東鎮守長。秘中の宝剣「ねずみ殺し」を王から賜っている。
タレ目で短髪をオールバックにした精悍な顔立ちをしている。現王の義兄だが、母親の身分が低く王位の継承権を持たない。7勇者のリーダー的存在で、他のメンバーからはビッグ・パパと呼ばれて慕われ、尊敬されている。過去に恋人がおりその間に子供も生まれたが、身分の関係で結婚は認められず、子供共々死に別れてしまっている。
勇者の中に裏切り者がいるとされた時はつけいる隙を多く持つため疑われ、実際に王を殺そうとしたが、それらは過去の戦に関わったねずみたちを引きずり出すための演技であり、悪魔城で悪魔のねずみと下僕たちと相対した時は怒りのねずみと誘惑ねずみを切り殺した。
婦女子に人気。
パム・ドム
7勇者の双頭で王都西鎮守長。秘宝の長槍「ねずみ突き」を王から賜っている。
大昔の戦で顔に怪我をし、そのために仮面をつけている。誰にでも丁寧な口調で話し物腰も柔らかい。パパ・ジョンとは同期であり、彼の事を信頼している。
祭祀の役目も担っているため厄介ごとや噂にも詳しく博識であり、パイ・ヤンにビョルンの首飾りの情報を与えた。
パナ・ソニー
パ・サーラ守備長。秘宝の宝弓「ねずみ狩り」を王から賜っている。
パイ・ヤンの自宅のあるポルカ村が自分の守備している地方だったため、リオがさらわれた事に責任を感じている。パイ・ヤンと共に「空の公国」の饗応役を仰せつかる。
クリームを使ったり、若さの秘訣を知りたがったりと美に関心がある模様。
女子とご老人に大人気。
パル・メイロ
パ・ノール守備長。秘宝の宝掌「ねずみ獲り」を王から賜っている。
色黒の大男で細かい事を気にしない性格。以前は滅多に風呂に入らなかったが、現在は改善されており洗顔後のクリームにも興味がある様子。
男性から大人気の逞しき猛者。
パラ・ディン
パ・ウース守備長。秘宝の大剣「ねずみ刺し」を王から賜っている。
爽やかな好青年風な面立ちで、常に2匹の小鳥を首元に入れており、mixではない普通の動植物とも会話ができる。
他の7勇者たちからは「風神」と呼ばれていて、同じ勇者のパッ・サンは競争相手。
ペッタゴンでパイ・ヤンが殺しのねずみに殺された時は噂を聞いて駆けつけ、助けに行くためにすぐさま仮死状態となるなど、行動に迷いが無い。ねの国には5パルしか持ち込めない事を逆手に取り、「ねずみ刺し」を溶かして硬貨にしており死のねずみを倒すのに一役買った。
パッ・サン
パ・イーガ守備長。秘宝の大盾「ねずみ返し」を王から賜っている。
他の7勇者達からは「雷神」と呼ばれていて、同じ勇者のパラ・ディンは競争相手。
子供が大好きで、引き取った戦災孤児たちの面倒を見ながら暮らしている。
妻がいたが病死している。
パイ・ヤンたちが七不思議の噂を追ってパ・イーガ地方にやってきた際は孤児の一人であるミックの反抗期に悩まされていたが、ミックの真意を知り、子供たちとの接し方について考えを改めた。とらじとミックを襲った嫉妬のねずみの攻撃を「ねずみ返し」でそっくりそのまま跳ね返し、嫉妬のねずみを倒した。

### パイ・ヤンの家族
リオ
パイ・ヤンの一人息子。
勇者である父を誇りに思っていたが、母と自分に連絡を寄越さない事から徐々にその信頼を曇らせていく。庭に捨てられていた2匹の猫を拾い、トラ猫をとらじ、黒猫をくろっぺと名付けて飼っていた。黒猫の正体は「魔法のねずみ」であり、「歌のねずみ」がポルカ村を襲撃した際に彼にさらわれてしまう。盗人ねずみの証言により魔法のねずみのお気に入りとして生かされていることが分かった。
ジョゼ
パイ・ヤンの妻。
息子のリオとポルカ村で暮らしていたが、パイ・ヤンから全く便りがないために日々嘆き悲しんでいた。悩んだ挙句に他の男と出ていった、とリオの日記に書かれていたが、実際は嘆きのねずみによって記憶を奪われて失踪していた。その後はブネッチに保護されキムという名前を与えられてブネブネ亭で働いており、偶然パイ・ヤンと再会する。「嘆きの島」にまつわる騒動が解決した際に記憶を取り戻すが、同時にパイ・ヤンが自分たちを放っておいたことも思い出してしまい、リオを探す旅に同行することになるもののパイ・ヤンへの態度は冷え切ったものだった。パンドラゴラ博物館国ではペロと共に宝石の中に閉じ込められ人質にされてしまう。助け出された後はねずみの脅威を目の当たりにしたことでパイ・ヤンへの認識を改め彼と和解、足手まといにならないためにパナ・ソニーに護衛されポルカ村へ帰って行った。
パイ・ロン
パイ・ヤンの父親。先王に仕えた円卓の13の騎士の一人で、プーチェンの祖父とは昔馴染み。
禿げ上がった頭と長く蓄えられた癖のある髭が特徴。語調が強く、話の終わりに「え！？」と凄むなど迫力のある人物。偶然パイ・ヤンと再会し旅の事情を知った際は彼を叱りつけ、「パイ・ヤンも怒鳴られることがある」、ととらじを驚かせた。
パイ・ヤンが「戦場で生まれ戦場で育った」と語るとおり、妻を戦地に連れて行き、生まれた息子も手元に置いて幼少から厳しい訓練や教育を課していた。「父は子供を育てる事で父になる」という持論を持ち、不器用ながらパイ・ヤンの事を息子として愛しているが、その想いは伝わっておらず、パイ・ヤンがジョゼとリオを戦場から遠ざけた一因となってしまっていた。一連の騒動でパイ・ヤンと和解し、親子らしい会話を交わせるようになった。
パム・サーラ
パイ・ヤンの母親。落ち着いた性格だが、興奮した夫を鎮めるなど言うべき時には言う芯のある人物。戦地にいた際に流れ矢で足を負傷しており、今も冷えると古傷が痛む。
当時は遠くで心配をしているより近くで夫の世話を焼きたいと望んでパイ・ロンに同行していたが、夫と同様にパイ・ヤンに誤解を与えてしまっていたと知り謝罪をした。
ドクター・ラン
パイ・ヤンの兄。旅の医者。父の意に背き、戦士にはならなかったため、勘当同然。パイ・ヤンが話題に出すことをタブーとするが、医者仲間により、母であるパム・サーラには大変優秀な医者になっていることや、近況などが伝えられている。カブブの村に滞在時、思いもよらない方法を試し、ひいてはパイ・ヤンの命を救うことになった。パイ・ヤンによく似ているが優しく穏やかな顔立ち。弟とは正反対で朗らかな人物。

### ねずみ
はじめのねずみ
全てのねずみのトップにおり、人間からはねずみたちの神や王にあたる存在だと考えられている。
真っ黒で巨大な姿をしている。七不思議を解明していくパイ・ヤンたちを警戒し、魔法のねずみや伝説のネズミたちを召集して彼らを始末するように発破をかけた。
右のねずみ／左のねずみ
はじめのねずみが最初に作ったねずみ。それ以外の詳細は一切不明。
魔法のねずみ
「右のねずみ」と「左のねずみ」の次に作られ、第三位の席次を持つVIPねずみ。動物をmixに変えてしまう力を持つ。オスとメスがおり、それぞれ別の個体。
魔法のねずみ（オス）
顔や体に模様があり毛むくじゃらの、底知れない印象を持つねずみ。
魔法を使い疲れ果てていたためわざと黒猫に化けてリオに拾われる。以来ずっと眠りこけていたが、歌のねずみがポルカ村を襲撃した際に目を覚まし、彼からリオを奪ってさらう。その時に気まぐれでとらじをmixに変えている。
その後は暇つぶしも兼ねて度々変身してパイ・ヤンととらじの前に現れる。何らかの目的のために子供を集めているが、その真意は不明。
魔法のねずみ（メス）
額に十字の印を持ち、大きなカピバラに乗っている気だるげな雰囲気のねずみ。
千年前からパンパイア・パレスを寝床にしており、王女や動物の亡霊が起こす騒ぎに辟易していた。騒動が解決した後、自身に気が付いたシャルルの呼びかけに応え姿を現す。シャルルをmixに変えたことを覚えておらず、彼の愛の告白も一蹴した。高位のねずみたちに近づくには幹部ねずみを倒すことが必要だと語り、とらじに鍵を集めて扉を開くように指示し、再び消えてしまう。

#### 伝説のねずみ
最凶最悪と言われる4匹のねずみ。幹部ねずみとも呼ばれる。その姿を見たものは誰もいないとされ、下僕の存在のみが確認されている。
呪いのねずみ
伝説のねずみの1匹。「嘆きの島」と呼ばれる空に浮かぶ島で眠りについていたが、娘である3匹のねずみたちの儀式によって目覚める。母親でありながら娘たちが合体した姿であるという特殊な成り立ちをしている。儀式の材料にとらじの毛が混じっていたため不完全な再生となってしまい、あまりのかゆさに悲鳴をあげながら逃げて行ってしまった。
七色のお庭番と呼ばれる七不思議の謎に関わるねずみたちの主でもあり、スタンプを全て集めると会う事が出来るという。
嘆きのねずみ／恨みのねずみ／念のねずみ
呪いのねずみの娘たち。色違いの衣を着ているが、それ以外はそっくり同じ姿をしている。ジョゼの記憶を盗んだのはこのうち嘆きのねずみ。
嘆きのねずみが人間に近づいて言葉巧みに記憶を奪って嘆きの島に運び、恨みのねずみがその人間の記憶を糸にして紡ぎ、念のねずみが糸になった記憶を織って布にする、という役割分担で呪いのねずみの復活の儀式を行う準備を整えていた。儀式が成功した後は合体して呪いのねずみになった。
七色のお庭番
7不思議の謎を解いたものにスタンプを押す役目を持ったねずみたち。スタンプを押した後は寿命を迎え、鍵に変化する。
緑のねずみ
首や腰元を葉っぱで装飾したねずみ。「ジャングルの遺跡の謎」を担当していた。
石段だらけの遺跡の中で、突如としてパイ・ヤンとハムレットの前に現れ、スタンプ帳を渡していった。パイ・ヤンたちが遺跡の謎を解いた後は、スタンプ帳の仕組みを解説する。
青のねずみ
チョッキを着て蝶ネクタイをしたねずみ。「魔の海域の謎」を担当していた。
謎が解かれるや否や、さっさとスタンプ帳を出すように要求し、あっさり消えていった。
黄色のねずみ
口ひげを生やしたヨボヨボのねずみ。「移動の家」「砂丘の謎」を担当していた。
二つの謎はセットで1つの七不思議であるため、スタンプは1つしか押されなかった。
黒のねずみ
「ペッタゴンのサルの木の謎」を担当していた。
紫のねずみ
水玉模様のねずみ。ネクタイをしている。「空の公国とカブブの村の謎」を担当していた。
白のねずみ
「中洲の国の謎」を担当していた。
赤のねずみ
「パ・ンダダの篝火の謎」を担当していた。
不幸のねずみ
呪いのねずみの露払い。外見はパペット老が自分の娘を想像してつくった人形でカスミンと名付けられている。人形を動かしたい時は、でんでん太鼓を鳴らす。
悪魔のねずみ
伝説のねずみの1匹。
雑魚ねずみに化けて人間同士の争いを影から見物していたが、とらじに見つかり正体を現す。人間を裏切り王を殺そうとしたパパ・ジョンを気に入り自身の城に招待するが、その裏切りは演技であり、「ねずみ殺し」で一瞬にして細切れにされた。上級のねずみは人間には殺せないと高をくくっており、下僕たちに時間稼ぎを命令し再生を図るが、息子のサティに消滅させられ代替わりされる。
盗っ人ねずみ
悪魔のねずみの下僕。唐草模様の風呂敷包みを背負い、ほっかむりをしている。盗っ人と呼ばれることを良しとせず「ねずみ小僧ジロキー」を自称する。
パンドラゴラ博物館国で人間たちと戦う体勢を整えるために暗躍していたが、宝石館で本物の宝石を模造品にすりかえていたところをペロに捕獲される。以降は縄で縛られパイ・ヤンたちにあちこち連れまわされることに。聞かれるままにねずみたちの情報を話してしまうなど、かなりのおしゃべり。悪魔城で悪魔のねずみの代替わりを目撃し慌てていたところを、新しい悪魔のねずみであるサティに消滅させられた。
ハリギツネ
盗っ人ねずみのペット。背中に無数のハリが生えたキツネで、ハリの中に鍵穴がある。
パンドラゴラ博物館国の地下倉庫の扉の鍵と一体化するように命令されており、その命令を下した盗っ人ねずみですらその場から動かせない状態になっていた。パイ・ヤンを探しに来たとらじによって鍵を開けられ、ナイフに変化した。
祟りのねずみ
悪魔のねずみの下僕。眼帯をしており、縦半分で皮膚の色が違う。
パンドラゴラ博物館国のミイラ館の一室で宙吊りにされながら祈りを捧げていたところをプーチェンに見つかり、彼に同行していたトイックに火あぶりにされる。間一髪でプーチェンに助けられるが、酷い火傷から意識を失ってしまう。以降は水の張ったコップに入れられ、プーチェンに着いて行くことに。実は「悪魔のねずみ」と「呪いのねずみ」の間に生まれた子供だが、外にできた子供であるため跡継ぎにはなれなかった。サティに悪事を働かない事を条件に生かされ、彼に忠誠を誓った。
ヘビイヌ
祟りのねずみのペット。ヘビの体にイヌの頭を持ち、胴に鍵穴がある。
パンドラゴラ博物館国の歴史館で街を襲っていたが、祟りのねずみが捕まったために動揺し、とらじに鍵を開けられてフォークに変化した。
憂鬱ねずみ
悪魔のねずみの下僕。どこか幸の薄そうな表情をしている。コップと水差しを持ちがま口を肩から提げているが、どれも穴が開いて使い物になっていない。
とり憑いたものを徐々に不幸にすると言う逸話があり、人間からは「貧乏ねずみ」と呼ばれており仲間からも嫌われている。一時パイ・ヤンにとり憑いていたが、その姿を不憫に思った彼から巾着袋を与えられた事でお金を溜められる様になり、嬉しさから飛び去っていく。悪魔のねずみが代替わりした際に呼び出され、新しいコップと水差しを与えられて満足そうに何処かへ消えてしまった。
ロバベアー
憂鬱ねずみのペット。ロバの体にクマの顔を持つぬいぐるみで、首から鍵穴を提げている。
主人の憂鬱ねずみにペットを飼う気力が無く自身も元気が無いため、パンドラゴラ博物館国の宝石館にひからびてボロボロの状態で漂っていた。とらじに鍵を開けられてスプーンに変化した。
大食いねずみ
悪魔のねずみの下僕。とても大きくてぶよぶよしたねずみ。
食べる事に執着しすぎて、ペットと一体化してしまった。食べたものをどこか脱出困難な場所へ飛ばす力を持つため、食べても食べても空腹である事に悩んでいたが、ランジェロに「食べるのを我慢すれば再び食べたときにお腹がいっぱいになる」と助言され、その通りにしたところペットと分離し元の姿に戻った。本来はお腹周りが太っただけの、小さなねずみである。他の下僕と違って代替わりの場に居合わせず、その後の消息は不明。
ハエトン
大食いねずみのペット。全体的な姿はブタだが目はハエそのもので、触覚と羽を持ち、足首に鍵穴がある。
大食いねずみと分離した際たまたまその場に居合わせたハムレットに請われ、ハムカツとハムレットをパイ・ヤンたちの下へと運んだ。その後、とらじに鍵を開けられて皿に変化した。
みえはりねずみ
悪魔のねずみの下僕。シルクハットを被り杖を持った紳士風のねずみ。
みえはりねずみ・怒りのねずみと共にパパ・ジョンに接触し、人間を裏切るように仕向けていた。幻の珍味キャラッコを提供する条件として風呂に入れさせてもらうなど人間かぶれの気がある。悪魔城で騒ぎが起きると不穏な空気を察し、ジョゼとペロの閉じ込められた宝石を持ち出して人質とするが、代替わりをしたサティに阻まれる。サティを長年いじめていたため有無を言わさず消滅させられた。
ライコック
みえはりねずみのペット。たてがみ部分がクジャクの羽になっているライオンで、口の中に鍵穴がある。
主人のみえはりねずみが風呂に入っている間に部屋に侵入してきたとらじとサティを襲うが、噂を聞きつけてやってきたハッチに剣をつっかえ棒にされ、とらじに鍵を開けられてコップに変化した。
誘惑ねずみ
悪魔のねずみの下僕。優しげな女性のような姿をとっているが、本来は小さなカピバラといった風貌。
パパ・ジョンの亡き恋人リザの姿に化けて彼を惑わし、謀反を促して仲間に引き入れる。しかし、実際はパパ・ジョンの策に踊らされていただけであり、リザの姿を真似たことを特に恨まれ一息に切り殺された。
ヤギサソリ
誘惑ねずみのペット。サソリの体にヤギの頭を持ち、尾に鍵穴がある。
ライコックと共にとらじとサティを迎撃するが、助太刀にやってきたソロに尾を押さえつけられ、サティに鍵を開けられてナプキンに変化した。
怒りのねずみ
悪魔のねずみの下僕。たてがみを赤く染め、常に怒っている。
実はパパ・ジョンの叔母であるパオ夫人を食べて彼女に成り代わっており、その事に激怒したパパ･ジョンに切り殺される。
ウルフコーン
怒りのねずみのペット。右が狼、左がユニコーンの体で二つの体のつなぎ目に鍵穴がある。
頭同士で意見が合わない事に怒っており、動物･昆虫館で恐竜やねずみと共に暴れまわっていた。とらじとサティが呼び出したスフィーンクスクスに踏み潰され、気を失ったところでとらじに鍵を開けられ、燭台に変化した。
サティ
パンゴラドラ博物館国でねずみたちにいじめられていた、天然パーマが特徴の男の子。
パイ・ヤンやジョゼが助けた際、周囲に親がいなかった事から恐竜に両親を食べられた孤児と考えられていた。精神年齢の近いとらじと意気投合し、行動を共にする。
招待状を持っておらず、パオ夫人をなにやら不思議な力で撃退するなど謎が多かったが、悪魔のねずみの息子である事が判明。子供の体を破って長身の青年へ変化し、とらじたちに害をなそうとした父親を倒して新しい悪魔のねずみになった。パイ・ヤンたちに優しくされた経験から人間とは争わないと宣言し、感銘を受けたプーチェンの別荘に匿われることに。
死のねずみ
伝説のねずみの1匹。皮膚がなく骨だけの姿で、烏帽子をかぶり肩にファーを着け、足の先はトゲのついた車輪になっている。「～である」などの口調が特徴。
はじめのねずみの召集を受け、パイ・ヤンたちの元へ殺しのねずみを差し向ける。実はあの世とこの世の間にある「ねの国」そのものであり、パイ・ヤン、パラ・ディン、とらじの3人と相対した時は圧倒的な力を見せた。パラ・ディンの機転による攻撃で一時はバラバラに砕けるが、上級ねずみであるためすぐに再生してしまう。悪魔のねずみ同様自分の再生能力を過信していたが、正気に返ったペペロンとポポロンに鬼の力で倒され消滅する。
殺しのねずみ
死のねずみの下僕。魂呼びのねずみと対。
死のねずみ曰く「ねずみにしては真面目」だが、その死のねずみでさえも扱いが難しいという。七不思議を周るパイ・ヤンたちの下へ差し向けられ、少女の姿で油断させてパイ・ヤンを殺すことに成功する。
裁きのねずみ
死のねずみの下僕。
本来の統括者であるポポロンとペペロンの父親を手首に取りつけた籠の中に閉じ込め、ねの国を牛耳っている。
病のねずみ
死のねずみの下僕として名前だけ登場している。
破壊のねずみ
伝説のねずみの1匹。頭が4つあり、それぞれ別の意思を持っている。

#### その他のねずみ
歌のねずみ
吟遊詩人風のねずみで、歌を歌いながら旅を続けている。
パイ・ヤンの自宅のあるポルカ村を気まぐれに襲い、たまたま目についたリオを食べようとしたが、リオの側にいた黒猫の正体が魔法のねずみだったため横取りされてしまう。
時のねずみ
時の流れを行ったり来たりしているねずみ。幼い子供の姿をしているが、昔から姿が変わらないため年齢は不詳。
たまに遊んで欲しくなるらしく、面識のあるプーチェンの元に度々訪れる。本人たちは覚えていなかったが幼少時代のパイ・ヤンや子猫時代のとらじにも姿を見せたことがあった。プーチェン曰く人間に害をなすことは無いそうで、時折とらじたちの前に現れては助言を与えてくれる。
力のねずみ
戦のねずみや雑魚ねずみの頭にあたる、戦のねずみよりも更に大きなねずみたちの総称。
戦のねずみ
雑魚ねずみより大きな体を持つねずみたちの総称。
雑魚ねずみ
戦で兵として戦うねずみたちの総称。倒しても倒してもはじめのねずみに作られるため、一向に数が減らない。
知恵のねずみ
軍隊でいうと参謀のにあたるねずみたちの総称。他のねずみよりは賢く、より手の込んだ罠を張る。
影のねずみ
名前どおり、真っ黒で影のようなねずみ。実体がないまま、敵を唆す。影のねずみがいる付近には、影のねずみの本体がいる。
ハーケンに取引を持ちかけパイ・ヤンたちの部隊を砦からおびき出すよう指示したが、ハーケンが取引に応じなかったため追い込まれ、最後はハーケンに食べられる。
炎のねずみ
体が炎に包まれているねずみ。熱すぎて、敵はもちろん味方さえも近づけない。
水をかけてもすぐに蒸発してしまうため意味をなさず、パイ・ヤンの策で地面に掘った穴に誘い込まれ、上から無数の岩を落とされて倒される。
夢のねずみ
旅人に夢を見させ、誘い込んで食らってしまうとされるねずみ。パイ・ヤンたちの前に現れた際は風呂屋の主人に化けていた。
ねずみに滅ぼされた村を普通の村に見せかけてパイ・ヤンたちを騙したが、とらじに正体を見破られ、噂を聞いてやってきたハッチの助けもあって逆に追いつめられる。最後はとらじに食べられてしまう。
パーツねずみ
体がブロックで出来たねずみたちの総称。集まると建造物の材料になる。完成後も自在に分離することができ、いざという時は仲間のねずみたちと共に戦う。
灯台ねずみ
灯台の旦那ねずみと灯台守の奥さんねずみ、2匹セットで灯台ねずみと呼ばれる。旦那はねずみの形をした頭をもつ巨大な灯台で、目の部分が光っており、霧の中を飛ぶ船の目印となる。奥さんは小さなねずみで、旦那である灯台の中で暮らしている。2匹を引き離すと一緒に死んでしまう特性を持ち、奥さんがとらじに噛みつかれて外に連れ出されたことで倒される。
霧のねずみ
濃い霧を起こす力を持ったねずみ。ハッチからはご主人である少女をさらったとして恨まれている。
ねずみたちが子供をさらう時の目くらましをしており、灯台ねずみが倒された際にパイ・ヤンたちの前に姿を現す。さらった子供たちについてはいちいち覚えていないとの事で、計画が失敗したと見てあっけなく逃げてしまう。
おいはぎねずみ
峠でおいはぎをしていたねずみたちの総称。雨のねずみの子供を捕えて意図的に雨を降らせ、言う事を聞かなければ村を水没させると脅して人間から金品を巻き上げていた。
ファーム村には勇者であるパイ・ヤンの引き渡しを要求したが、事情を知ったパイ・ヤンたちの策により、一網打尽にされる。
雨のねずみの子供
泣くことで雨を降らせる力を持つねずみ。おいはぎねずみたちに捕まって利用されていたが、パイ・ヤンたちによって助けられる。雨のねずみが懸賞金を出して捜索をしていたため、それを見ていたシャルルによって母親のところへ送り届けられた。
鏡のねずみ
パ・ミラーモの街にある大きな鏡に化けていたねずみ。本来は小さなねずみで、腹の部分が鏡になっている。
街の人間たちが「ミラーさま」と呼んで崇める守り神の正体で、過去にはパ・ミラーモの発展に貢献したが、その代償として年に1度人間を生贄に捧げるよう命じて鏡に姿を変えていた。自分を丹念に磨き上げてくれるシリカに感謝しており、とらじに正体を暴かれた後はシリカをこれ以上悲しませない為に手鏡になり、永遠の眠りについた。
氷のねずみ
ポーラの湖付近で起きた戦の発端となったねずみ。
心優しく美しいねずみで、プーチェンの先祖である領主と愛し合ったが、人をたぶらかしたとして勇者パ・オラに退治される。実は領主との間に子供がいたとされ、その子孫がプーチェン侯爵家であるらしく、侯爵家の人間にのみその伝説が伝わっている。
ぜんまいねずみ
パンパイア・パレスに潜んでいた、耳がぜんまいのようになっているねずみ。
猫の「箱を見たら入らずにはいられない」という習性を利用し、巧みにとらじやミラクル三銃士を罠へと誘い込み捕らえてしまう。しかし、ハッチとシャルルの嗅覚であっけなく罠は看破され、最後はパイ・ヤンに切り付けられて倒された。
魂呼びのねずみ
殺しのねずみと対。殺しのねずみの邪魔をし、殺された魂をこの世に呼び戻す役目を担っている。樹齢300年のサルの木を使って生き返らせる。パイ・ヤンの魂を呼び戻した。とらじと銀次、ピョートルから「たまさん」と呼ばれている。
いかずちねずみ/てつのねずみ
子供の姿をした2匹のねずみ。お互いにいっくん、てっちゃんと呼びあい一緒に遊んでいる。人間を悪く思っておらず、うまく距離を取りながら共存していた。2匹の力で強力なマグネッチを発生させており、人間が磁場を聖地としている。ジョゼをおばちゃんと呼び慕っており、とらじ、銀次と楽しく遊ぶ。
住民からは長いこと庭小僧と呼ばれている。

### ハムスター
ハムカツ
#主要人物を参照。
ハムレット
#主要人物を参照。

### mix
とらじ
トラ猫mix。詳細は#主要人物を参照。
ペロ
黒犬mix。詳細は#主要人物を参照。
ハッチ
犬mix。旅人。人格に優れているため、人々から「伯爵」と呼ばれている。
とらじの扱い方が分からず、怒鳴ったり怒ったりギクシャクしながら旅をするパイ・ヤンを見かね、猫mixへの接し方や特性などを助言した。まだ幼いとらじにも優しく接し、知らないことを教えたり諭したりしている。
とらじに日記を書くようにすすめ、日記をプレゼントした。
伝言屋の存在や情報の集め方、ねずみ博士であるプーチェンの存在などをパイ・ヤンに教え、旅の序盤での大きな助けとなった。
自身をmixに変え、主人である少女を連れ去った魔法のねずみを探している。その際に濃い霧が立ち込めていたことから霧の噂を追って旅を続けていたが、ピランカの街でその正体が霧のねずみであったことを知る。以降も主人を探す為に旅を続けており、時折パイ・ヤンたちと行き会っては助太刀をしてくれる。何度もパイ・ヤンたちの危機を救っている。
ご主人である少女を見つけて自分は元の犬に戻り、そばにいたいと願っている。
何かを集めているが、何を収集しているかは不明。
シャルル
黒猫mix。ファーム村で出会った腕利きの風来坊。三度笠のようなものをかぶり、きせるを持っている。二刀流。カンが鋭く洞察力に長けている。
ねずみも含め依頼者の種族にこだわらずに、仕事の依頼を受けている。
ハッチとは仲が悪いが、お互いに腕が立つのは認め合っている。
ミラクル三銃士は舎弟。
自身をmixにしたメスの魔法のねずみに愛の告白をしたが、一蹴された。
おばあさんに優しい。口は悪いが、意外と面倒見が良い。
何かを収集しているが何を集めているかは秘密にしている。
ハッチと同じく、パイ・ヤンと行き合うと助太刀をしてくれる頼もしい存在。
オオカミ馬の馬車に乗っている。
美女が好き。
ブネッチ
魚mix。食堂「ブネブネ亭」の亭主。嘆きのねずみに記憶を奪われ呆けていたジョゼを保護し、キムと名付けて住み込みで雇い、娘のように大事にしていた。彼女が記憶を取り戻した後も、共に行動することになる。パイ・ヤンが本物のパンパイア・パレスから脱出した後に帰って行った。
ハーケン
猫mix。パイ・ヤンと同じ王国軍に在籍している。体格が良い。鎧のような防具を装着している。王からの報酬を自分と同じくmix化された仲間の元に寄付している。
とある事件で不可抗力とはいえ王妃に触れてしまったため激怒した王から解雇されるが、王妃とねずみに関する情報を彼女に伝える代わりに報酬を受けるという契約を結び、王国を出た。
ウフーラ
mixである事は確かだが、フカフカした毛で覆われており元の動物が何なのかは自身ですら分かっていない。語尾に「ウフー」をつけるのが特徴。
プーチェンの祖父から別荘付近の雪山の管理を任されており、パイ・ヤンたちがポッサムの港に着いた際は案内役として現れた。パイ・ヤンの両親にも気に入られるなど、出来たmixである様子。
タマ
ミラクル三銃士の1匹で猫のmix。額に三日月の模様があり、首にスカーフをしている。色違いの石を集める趣味を持つ。
いちいちめんどくさい性格。尻尾が丸まっているので頻繁に何かに引っかかり、その度に「捕まった」と大騒ぎする。
チビ
ミラクル三銃士の1匹で猫のmix。名前に反して全くチビでは無く太った体型。古い剣を集める趣味を持つ。
パイ・ヤンたちからはオスだと思われていたが、実はメスであるらしい。
シロ
ミラクル三銃士の一匹で猫のmix。とてもクールでほっそりした体型。銀の羽を集める趣味を持つ。
天邪鬼な性格でタマとチビの意見に反することが多い。
ウッキー親方
猿のmix。
パンパイア・パレスの模型を作っていたが、模型が完成してから行方不明になっていた。実は模型作りに精を出すあまり本物のパンパイア・パレスに入りたいと強く望むようになり、本当にパンパイア･パレスに飛ばされてしまい亡霊に取り付かれて我を忘れていたが、パ・ラルラ王の働きかけで亡霊たちが浄化されたため、正気を取り戻す。その後は王家御用達職人に任命され、酒を飲んで浮かれていた。
トイック
羊mix。パンドラゴラ博物館国の執事。
羊の執事というギャグのような立場のため、初対面のパイ・ヤンから笑われてしまう。プーチェンが祟りのねずみを見つけた所に居合わせた際は、躊躇なく火あぶりにするなどねずみには容赦がない。
ペン
ペンギンのmix。ポッチン島に住むサル姉妹の長女的存在。ペン姉さんと呼ばれている。海賊のような帽子をかぶり、左目に眼帯をしている。問答式で会話をすることが多い。海に潜って沈没船の積み荷や船の飾りを回収して売る仕事をしている。プーチェンの知り合い。口は悪いがパイ・ヤンたちに海について色々教え、何かと助けてくれる。
ゴリリン
ゴリラのmix。ポッチン島に住むサル姉妹の次女的存在。ゴリ姉さんと呼ばれている。頭に白いスカーフを巻いている。母性愛が強く、とらじや銀次の世話を焼いてかわいがる。ペン姉さんと共にニケを大切に守っている。
モーリス大使
絶滅危惧種青羽鳥のmix。空の公国の大使。バッケン公の右腕的存在。厳めしい顔つき。人間による乱獲で親兄弟を失っている。青羽鳥の面倒を見ている。

### その他
マーサ
パイ・ヤンの家で働いていた使用人。髪を頭上でお団子状にまとめたふくよかな女性。リオが連れ去られる直前、ねずみたちによって食い殺されてしまう。その死はパイ・ヤンによって親族の元へ伝えられた。
ティーオ先生
獣医。とらじが子猫の時の主治医。とらじがmixになってからは、猫用石けんを与えたり、グリーン風邪を引いた時は診察したりなどしている。とらじにはたまにしか会わないが、会った時はよく観察している。とらじに不満魚がついている時はいち早く見抜き、おふだを貼ってねずみを捕ってくれた。ねずみにも詳しい。
シリカ
パ・ミラーモにある鏡の離宮の管理者の一族に生まれ、鏡の掃除を生業としている少女。その身軽さを生かして祭りの月に行われるミラー祭で大道芸を披露することも。
綱渡り中に突然割り込んできたとらじを邪険にするでもなく、街の案内をしてくれたり、動物禁止の離宮に入れるよう仮面をくれたりと優しい性格。街の守り神と言われる大きな鏡を毎日心をこめて磨いている。父親がパイ･ヤンを鏡に与えるところを目撃してしまったことで真実を知り、掟を否定して泣き叫ぶが、彼女の嘆きがきっかけで鏡の正体がねずみであることが発覚する。事態が収集した後は父親を支えながら生きていくことを決意する。
シリカの父
パ・ミラーモの鏡の離宮の離宮長。額にダイヤのマークがあり、フードの付いたローブを着た男性。
厳しい性格で娘のシリカにも完璧な仕事ぶりを求める。実は管理者の一族に伝わる掟に従い、年に1度、ミラー祭を見物する為に外部からやってきた人間を生贄として鏡に与えていた。パイ・ヤンを鏡の生贄にしたことがきっかけで鏡の正体を知り、神でなくねずみの言いなりになっていたという事実にショックを受け、魂が抜けたような状態になってしまう。
プーチェン侯爵
プーチェンの祖父。彼の登場により、プーチェンが家名であることが判明した。パイ・ヤンの父親とは古馴染みで、家に招くなどの親交がある。パイ・ヤンの父親同様頭が禿げ上がっているため、孫のプーチェンからは心の中でその関係を「ハゲ友」と称されていた。
プーチェンは9番目の孫であり、彼の旅の資金の提供者でもある。ハム新聞を購読しており「プ様のグルメ旅日記」も知っているため、孫が自分の前では猫をかぶっていることに気がついている。
トフル八世
パンドラゴラ博物館国の国王兼館長。パ・ラルラ王と先祖を同じにするため、顔立ちや風格が似ており、気品のある雰囲気を醸し出している。
ねずみたちに騙され、技術の進歩館の地下に閉じ込められていたところをパイ・ヤンたちに助けられた。
スフィーンクスクス
スフィンクスに羽がはえたような姿をした生物。
パンドラゴラ博物館国のミイラ館の順路を通ってきた者になぞなぞを出し、正解した者のみをその先に通す。とらじとサティにもなぞなぞを出すが、あまりに頓珍漢な回答をするため、呆れて二人を通してしまう。怖そうな見た目とは裏腹に、名前を呼べば助けに行くと言って実際に助けに来てくれたり、気は優しい。とらじから友達だと言われ、友達ではないと言い返しながらも実はまんざらでもない様子。
ダーリ／ランジェロ
パンドラゴラ博物館国の歴史館にいた亀。ダーリが陸亀で彫刻家、ランジェロが海亀で画家。二人合わせてものしりじいさんと呼ばれている。芸術性の違いからかソリが合わず、よく喧嘩をしている。
ソロ
都忘れの城の警備隊長兼執事。生まれつきの強面。
パパ・ジョンの元に行儀見習いの名目でやってきたとらじとサティの世話係になる。とらじたちがヤギサソリと戦っている際に助太刀し、とらじの鍵開けに貢献した。
パオ夫人
パパ・ジョンの叔母。非常に厳しい性格。実は怒りのねずみに食われてずっと前に亡くなっていた。
マルッチ・マッシモ
海運王の異名を持つマッシモ回船商の主人。一代で成り上がった豪商で、モットーは「時は金なり」。
メチル
マッシモ回船商で番頭を務めている青年。抜け目のない性格で周りからは財産を狙っていると言われているが、本人は孤児である自分を取り立ててくれたマッシモを尊敬しておりその気はない。愛猫のミーシャを亡くして気落ちするマッシモを憂い、買った子猫を拾ったと偽り彼に引き渡した。
トット
プーチェンのシェフ兼世話係。船や松葉杖などその場にあるものでさっと作ってしまう。非常にフットワークが軽い若者。何でも器用にこなす上、機転も利く優秀な人物であるため、その能力に感心したパイ・ヤンが、プーチェンだけのために働くのはもったいない、王の下で働くのはどうかと持ちかけるが、プーチェンが即却下した。パイ・ヤンが殺しのねずみに殺された時も遺体を守るために活躍をした。
ニケ
ポッチン島に住むサル姉妹の三女的存在。ペン姉さんとゴリ姉さんと共にサルベージの仕事をしている。そばかすが特徴。魔の海域と呼ばれるプンタフンダ・トライアングルで祖父を亡くしている。
ピョートル
宮廷画家。猫背で目と喋り方に特徴がある。パイ・ヤンを生き返らせるために行動するとらじと銀次に協力する。絵を描いているとたまにトリップし、へんなものを描く。
ペペロンとポポロン
ねの国に住む鬼の姉弟。名前はなかったが、パイ・ヤンが名付けた。長い間ねずみに操られ、殺しのねずみと魂呼びのねずみにされていた。
バッケン公
空の公国の国主。なぜか何十年も前から年をとっておらず、若いままの風貌。大きな謎の砂時計を所有している。
パペット老
ペルドラド自治国出身。王室御用達の人形師。王の身代わり人形を作っていた。
ガジェット
ペルドラド自治国の国主。生産性をあげるため、国民を人形に入れ替えている。元の人間は不満を言うため国外に追放した。

## 書誌情報
- 田村由美 『猫mix幻奇譚とらじ』 小学館〈フラワーコミックスα〉 既刊14巻（2025年3月10日現在）
  1. 2008年01月25日発売、ISBN 978-4-09-131478-9
  2. 2009年02月09日発売、ISBN 978-4-09-132259-3
  3. 2009年11月10日発売、ISBN 978-4-09-132810-6
  4. 2011年02月10日発売、ISBN 978-4-09-133465-7
  5. 2012年02月10日発売、ISBN 978-4-09-134263-8
  6. 2013年03月08日発売、ISBN 978-4-09-135074-9
  7. 2014年01月10日発売、ISBN 978-4-09-135740-3
  8. 2015年01月09日発売、ISBN 978-4-09-136800-3
  9. 2015年11月10日発売、ISBN 978-4-09-137769-2
  10. 2016年11月10日発売、ISBN 978-4-09-138680-9
  11. 2018年01月10日発売、ISBN 978-4-09-870030-1
  12. 2019年07月10日発売、ISBN 978-4-09-870536-8
  13. 2020年09月10日発売、ISBN 978-4-09-871104-8
  14. 2025年03月10日発売、ISBN 978-4-09-872898-5